# Davilex Games
Davilex Games B.V. era una desarrolladora y distribuidora de videojuegos, ubicada en Houten, Utrecht, Países Bajos. Fue fundada en 1986 como parte de Davilex International, y es más conocida por su franquicia Racer, con los juegos London Racer y London Racer II vendiendo más de 600,000 copias en Reino Unido. Las ventas de Autobahn Raser en el mercado alemán totalizaron 103,000 unidades entre enero y septiembre de 1998, lo que lo convirtió en el sexto juego de computadora más vendido de la región durante ese período. En febrero de 1999, la versión para computadora de Autobahn Raser recibió un premio "Gold" de la Asociación de Software de Entretenimiento de Alemania (VUD), lo que indica ventas de al menos 100,000 unidades en Alemania, Austria y Suiza. Davilex cerró la división de juegos en 2005 porque no era lo suficientemente rentable y sus juegos en general no fueron bien recibidos.

## Videojuegos

### Racer
- Autobahn Raser
- A2 Racer
- Europe Racer
- USA Racer
- Holiday Racer
- London Racer
- Grachten Racer

### Otros juegos
- AmsterDoom (Amsterdam Monster Madness)
- Knight Rider: The Game
- Knight Rider: The Game 2
- Casino Tycoon
- SAS Anti-terror Force
- GIGN Anti-terror Force
- Invasion Deutschland
- Red Baron
- Miami Vice
- Police Chase
- Amsterdam Taxi Madness
- 112 Reddingshelikopter (112 Rescue helicopter)
- RedCat
- Beach King Stunt Racer
- K 2000: The Game
- Inspecteur Banaan en de ontvoering van Mabella (Inspector Banana and the kidnapping of Mabella)